# هری کلارک (بازیکن فوتبال، زاده۱۹۲۳)
هری کلارک (انگلیسی: Harry Clarke; ۲۳ فوریهٔ ۱۹۲۳ – ۱۶ آوریل ۲۰۰۰) بازیکن فوتبال اهل بریتانیا بود.
از باشگاه‌هایی که در آن بازی کرده‌است می‌توان به باشگاه فوتبال تاتنهام هاتسپر اشاره کرد.
وی همچنین در تیم ملی فوتبال انگلستان بازی کرده‌است.